# Line Grøn
Line Grøn (født 26. oktober 2000) er en kvindelig dansk fodboldspiller, der spiller angriber for AaB i Gjensidige Kvindeligaen. Hun har tidligere spillet for selvsamme AaB og Fortuna Hjørring.

## Meritter

### Klub
Fortuna Hjørring
Elitedivisionen
- Sølv : 2018-19

Sydbank Pokalen
- Guld : 2019